# 須崎町 (福岡市)
須崎町（すさきまち）は、福岡県福岡市博多区にある地名。丁目の設定がない単独町名であり、全域で住居表示を施行している。面積は約7.16ヘクタール。2023年3月末現在の人口は1,053人。郵便番号は812-0028。

## 地理
福岡市博多区の北部、那珂川の河口付近に位置し、那珂川と博多川が合流する辺りに位置している。西は那珂川を介して天神と、博多川を介して中洲中島町と、北は那の津通りを挟んで対馬小路、南は昭和通りを挟んで下川端町、東は古門戸町と接しており、オフィスや商業地域、アパートやマンションが建ち並んでいる。

### 河川
須崎町の東南側に次の河川が横断しており、途中で両河川が合流している。河川の水際については、1991年（平成3年）の「博多夢回廊」構想に基づく「博多川夢回廊整備事業」が実施されており、遊歩道などを設置した親水護岸の整備が実施されている。
- 那珂川（二級河川）
- 博多川（那珂川の派川[注釈 1]、準用河川）

また、博多川には次の河川施設等がある。
- 博多川可動井堰（下流側）[注釈 2]

河川の写真
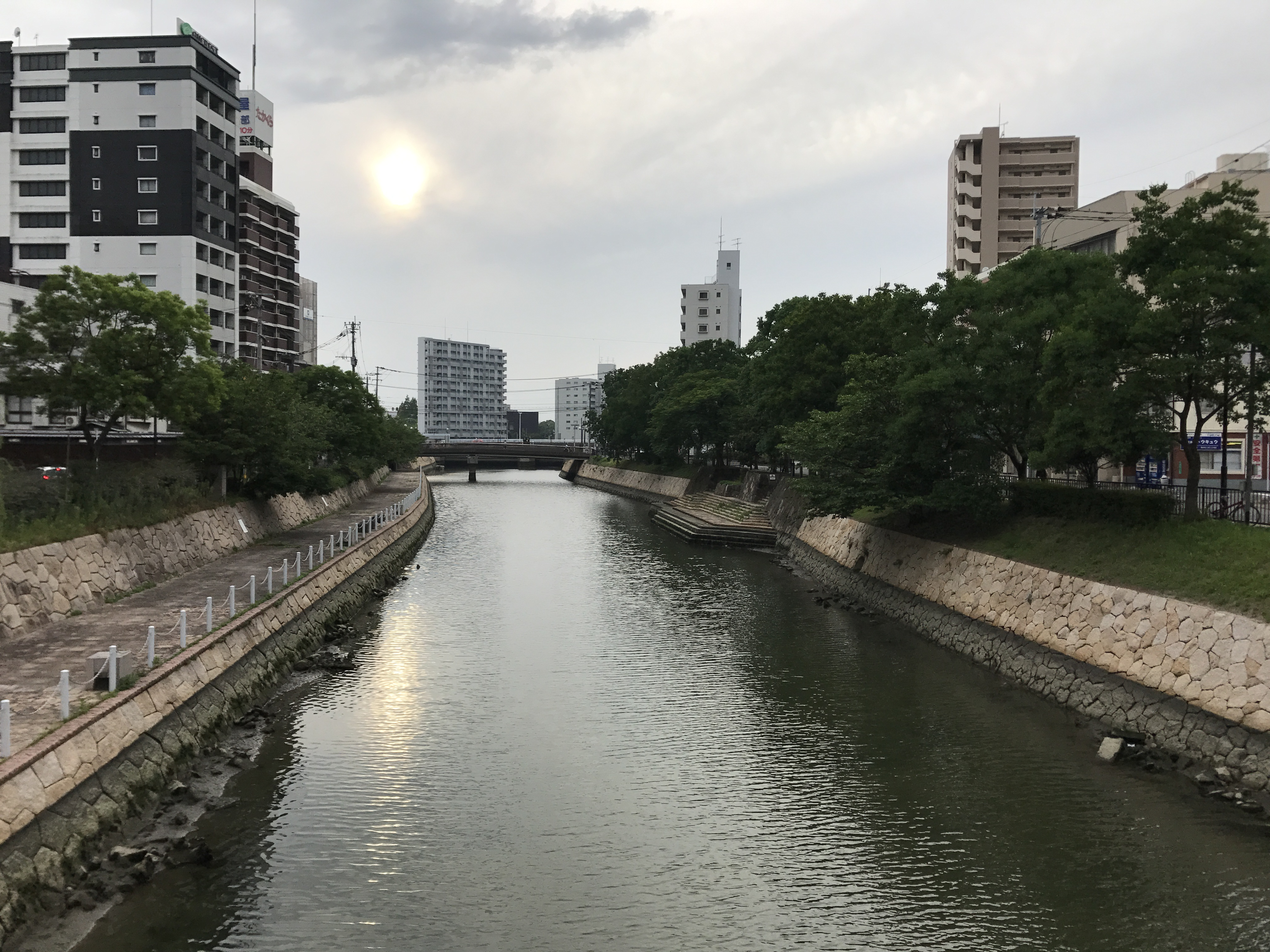
博多川、東中島橋より下流の大黒橋方面を望む（左：中洲中島町、右：須崎町）
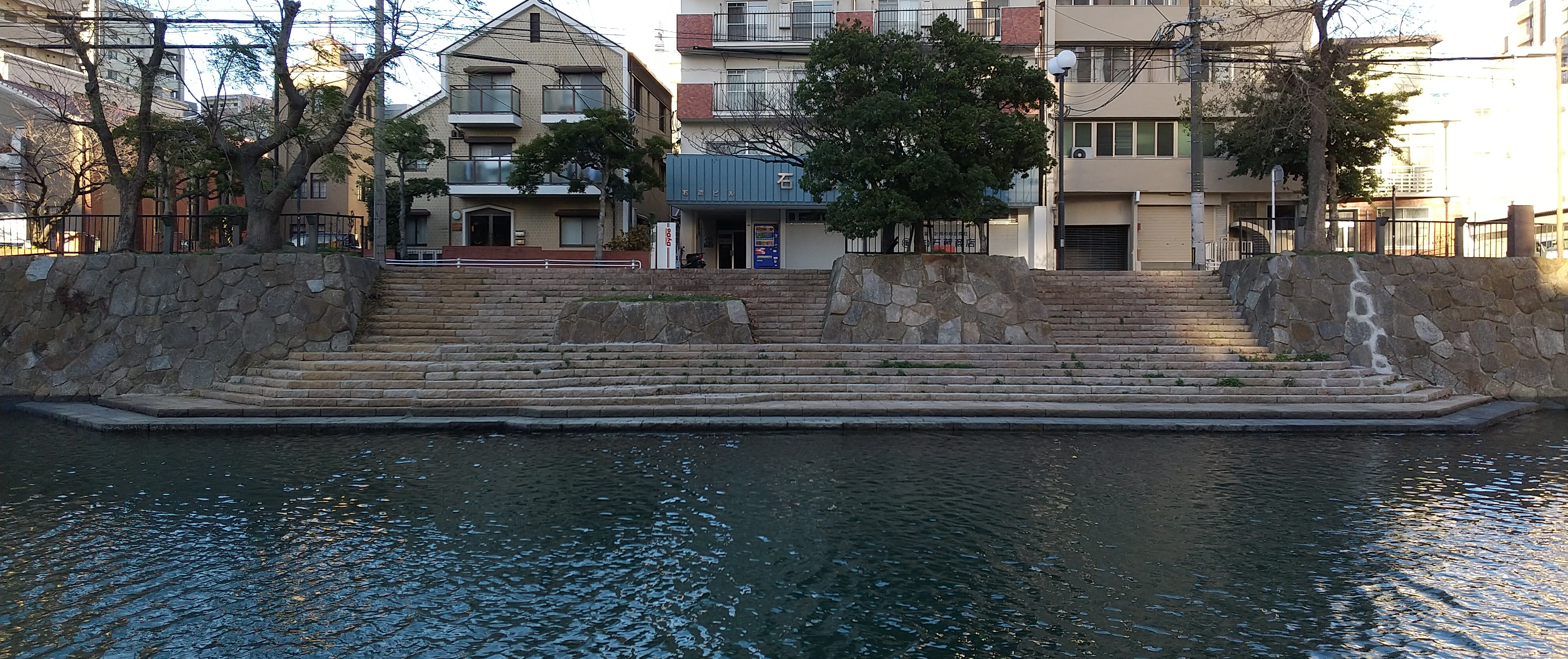
博多川沿いの環境護岸と遊歩道
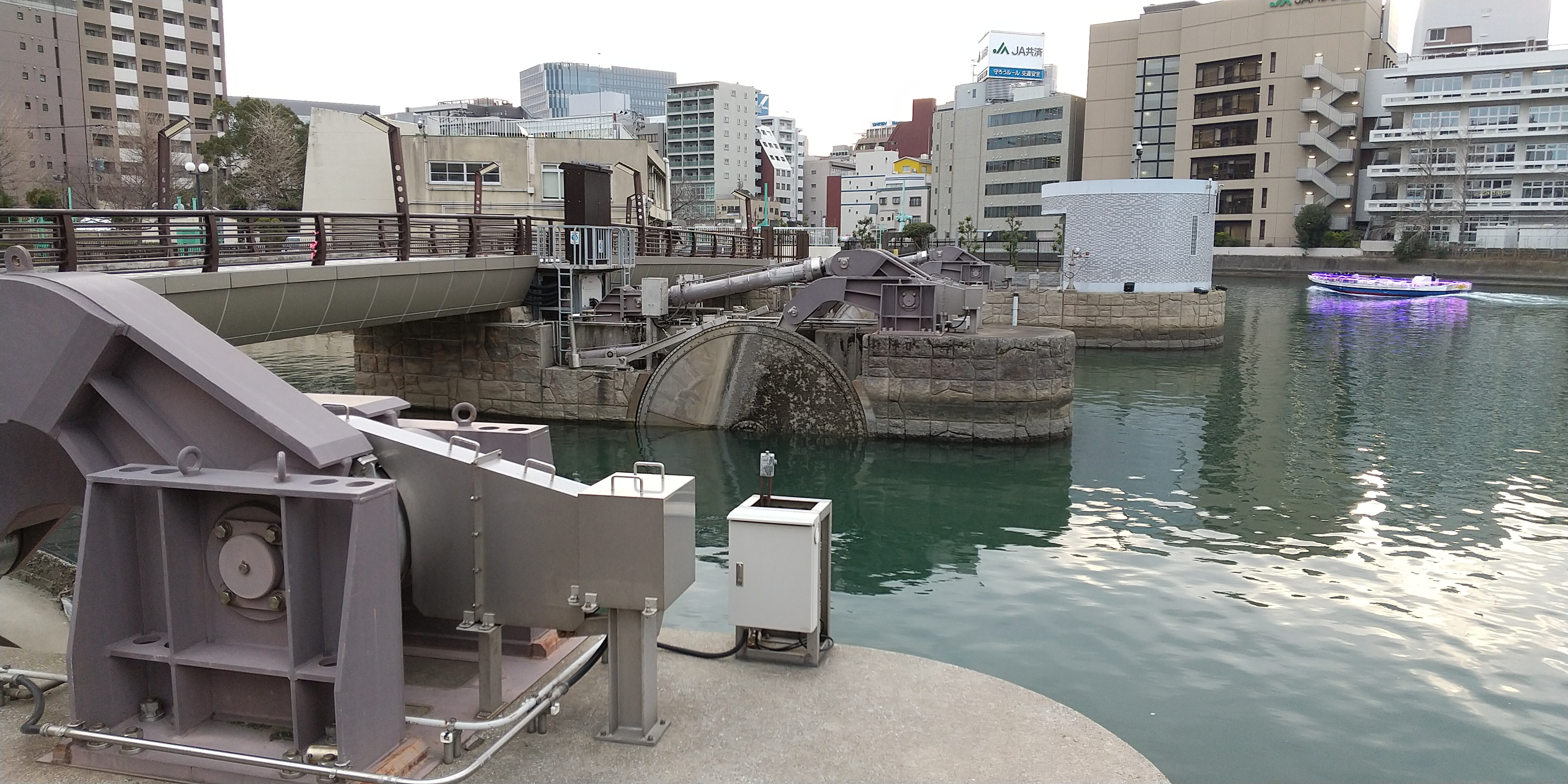
博多川可動井堰（下流側）

## 行事
博多祇園山笠の流の一つ大黒流を構成しており、町内に追い山のゴール地点となる「廻り止め」がある。

行事の写真
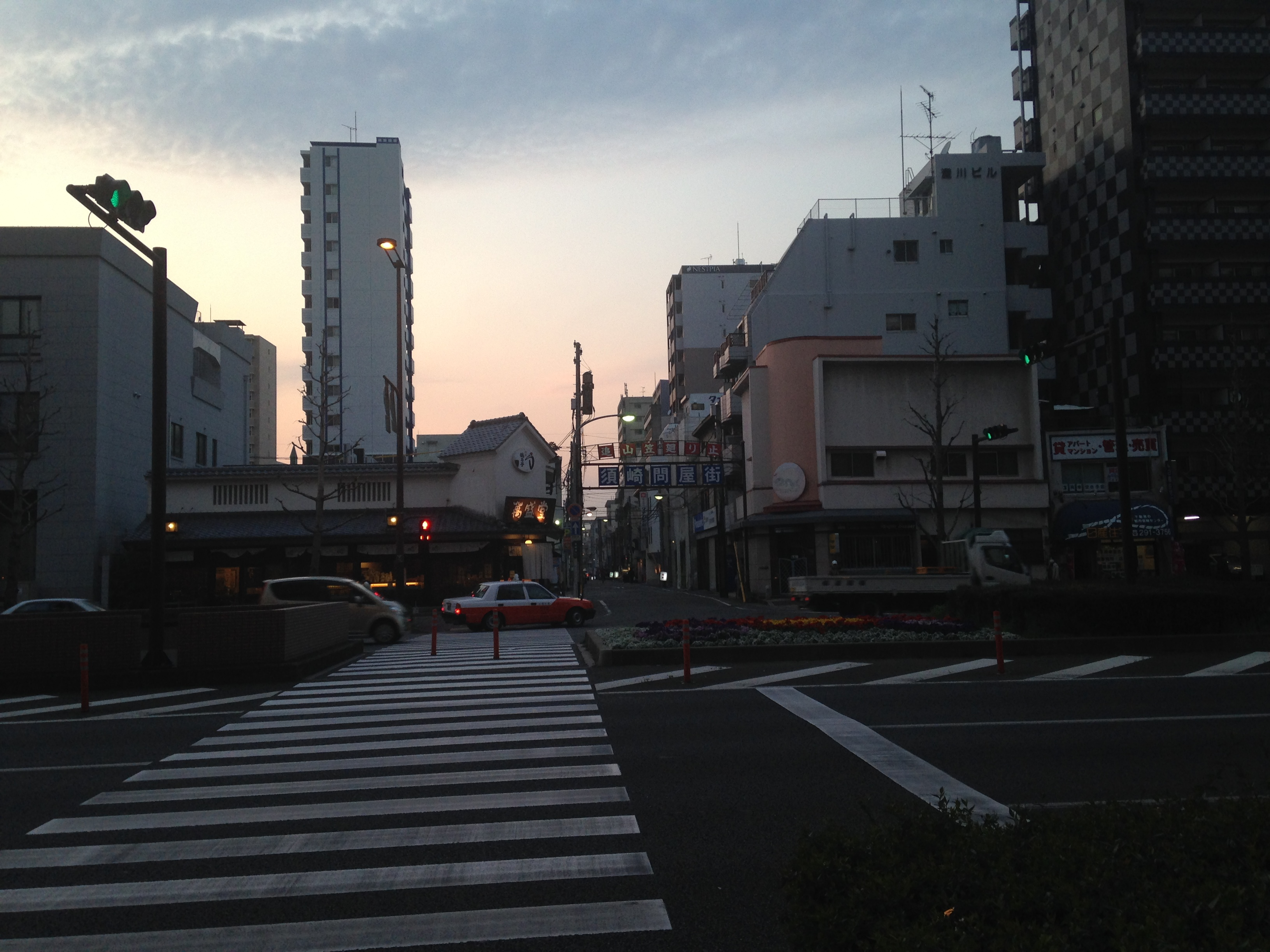
須崎問屋街（2014年撮影）。左側が石村萬盛堂本店。中央が博多祇園山笠追い山の「廻り止め」。
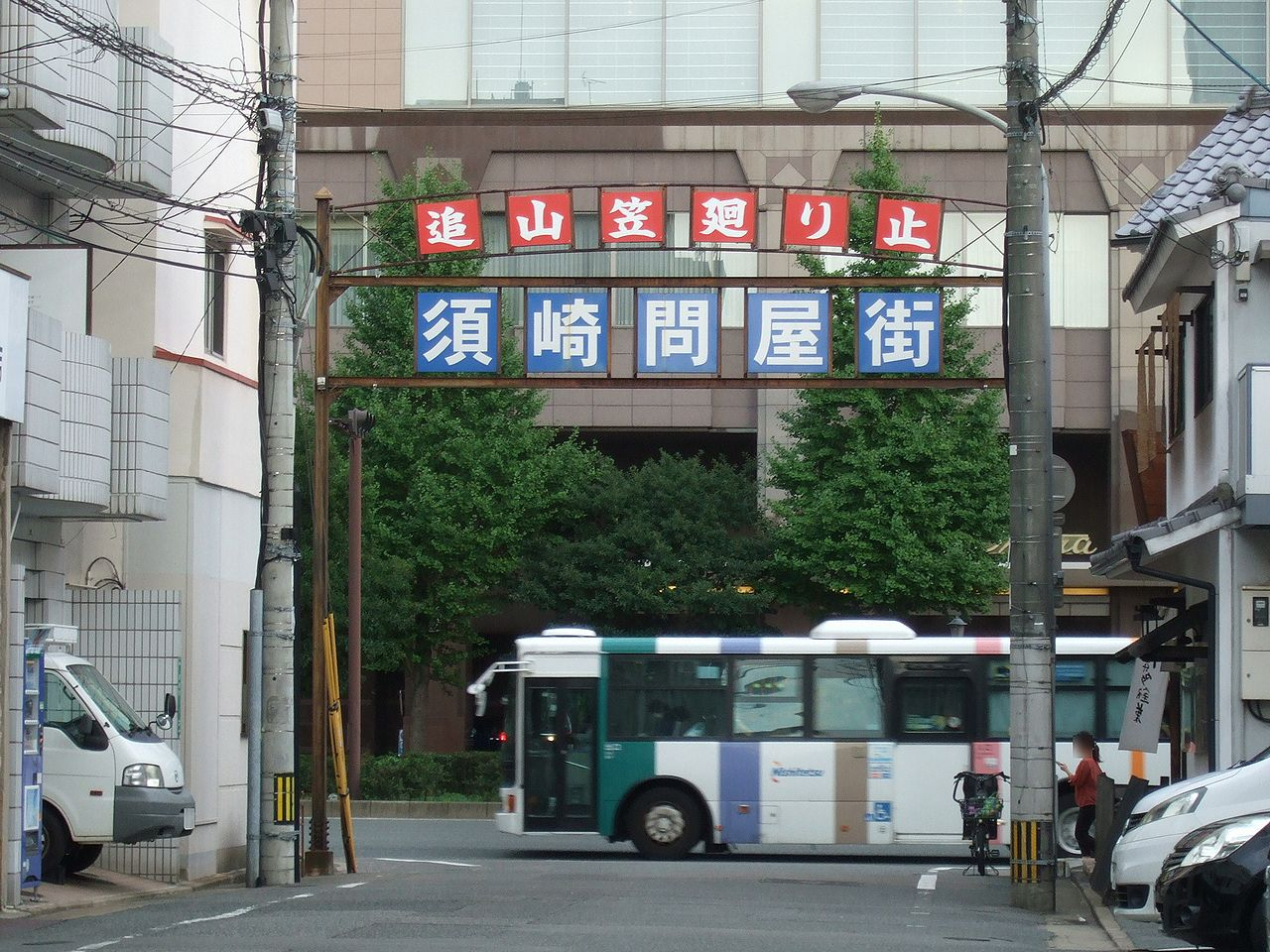
博多祇園山笠追い山の「廻り止め」

## 歴史

### 町域の変遷
| 住居表示実施後 | 実施年月日         | 住居表示実施前（各大字の一部）                                                             |
| -------------- | ------------------ | ------------------------------------------------------------------------------------------ |
| 須崎町         | 1966年（昭和41年） | 上鰯町・博多橋口町・上対馬小路・中対馬小路・下対馬小路・麹屋町・上洲崎町・下洲崎町・下鰯町 |

## 人口
須崎町の人口の推移を福岡市の住民基本台帳（公称町別）に基づき示す（単位：人）。集計時点は各年9月末現在である。
- 2001年（平成13年）：832
- 2002年（平成14年）：828
- 2003年（平成15年）：810
- 2004年（平成16年）：790
- 2005年（平成17年）：778
- 2006年（平成18年）：792
- 2007年（平成19年）：815
- 2008年（平成20年）：816
- 2009年（平成21年）：824
- 2010年（平成22年）：845
- 2011年（平成23年）：882
- 2012年（平成24年）：891
- 2013年（平成25年）：938
- 2014年（平成26年）：970
- 2015年（平成27年）：974
- 2016年（平成28年）：992
- 2017年（平成29年）：1,024
- 2018年（平成30年）：996
- 2019年（令和元年）：971
- 2020年（令和2年）：1,000
- 2021年（令和3年）：1,033
- 2022年（令和4年）：1,042

## 主な施設

### 公共・公益施設
- 奈良屋公園[注釈 3]
- 須崎緑地と旧洲崎橋の親柱[注釈 4]

### 金融施設
- 農林中央金庫福岡支店

### 商業施設
- 石村萬盛堂本店 - 店の前が博多祇園山笠追い山の「廻り止め」になっている。
- 須崎問屋街

### その他の施設
- 日本福音ルーテル教会博多教会（設計：ウィリアム・メレル・ヴォーリズ、竣工：1948年（昭和23年））[注釈 5]

主な施設の写真
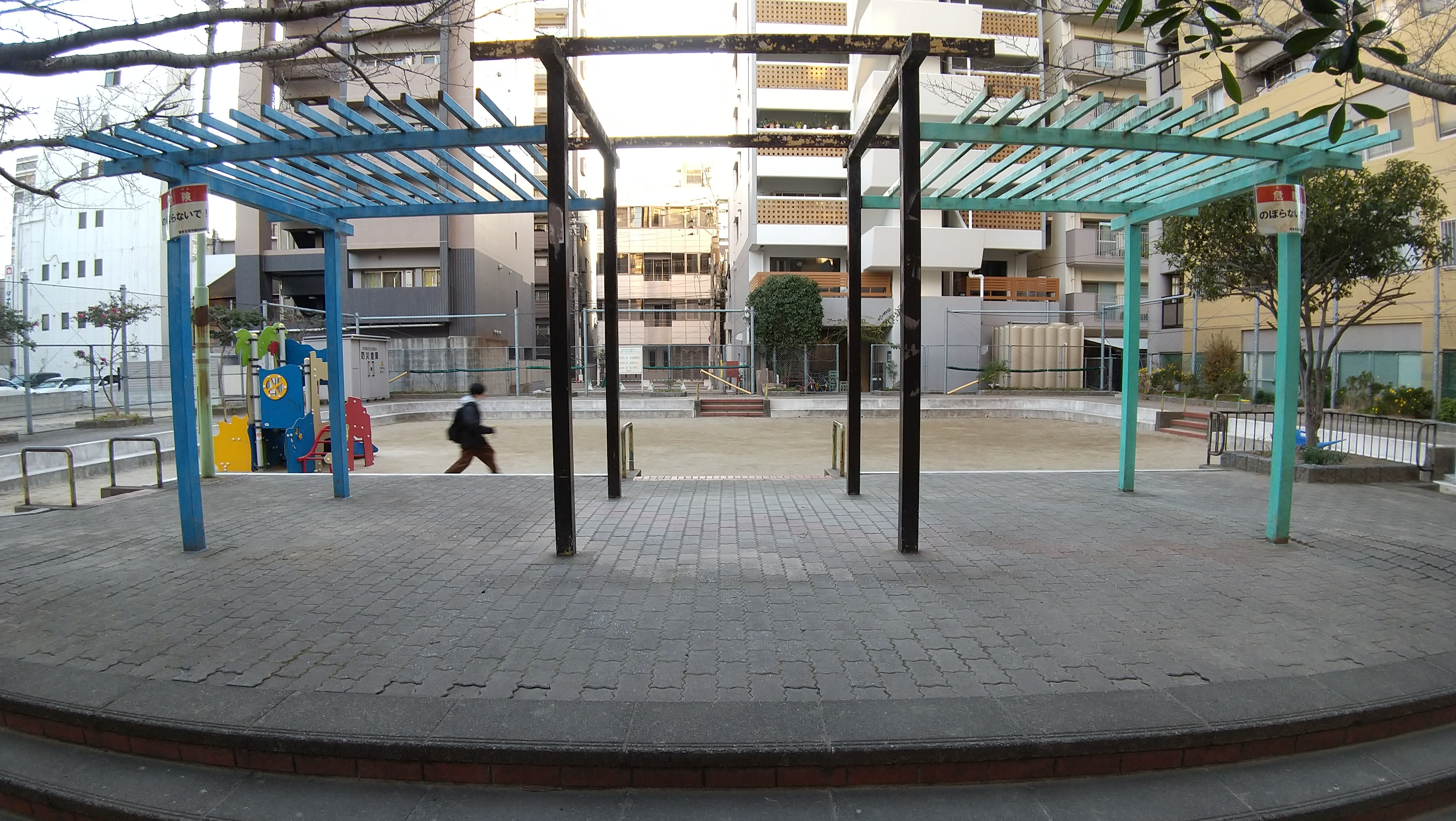
奈良屋公園
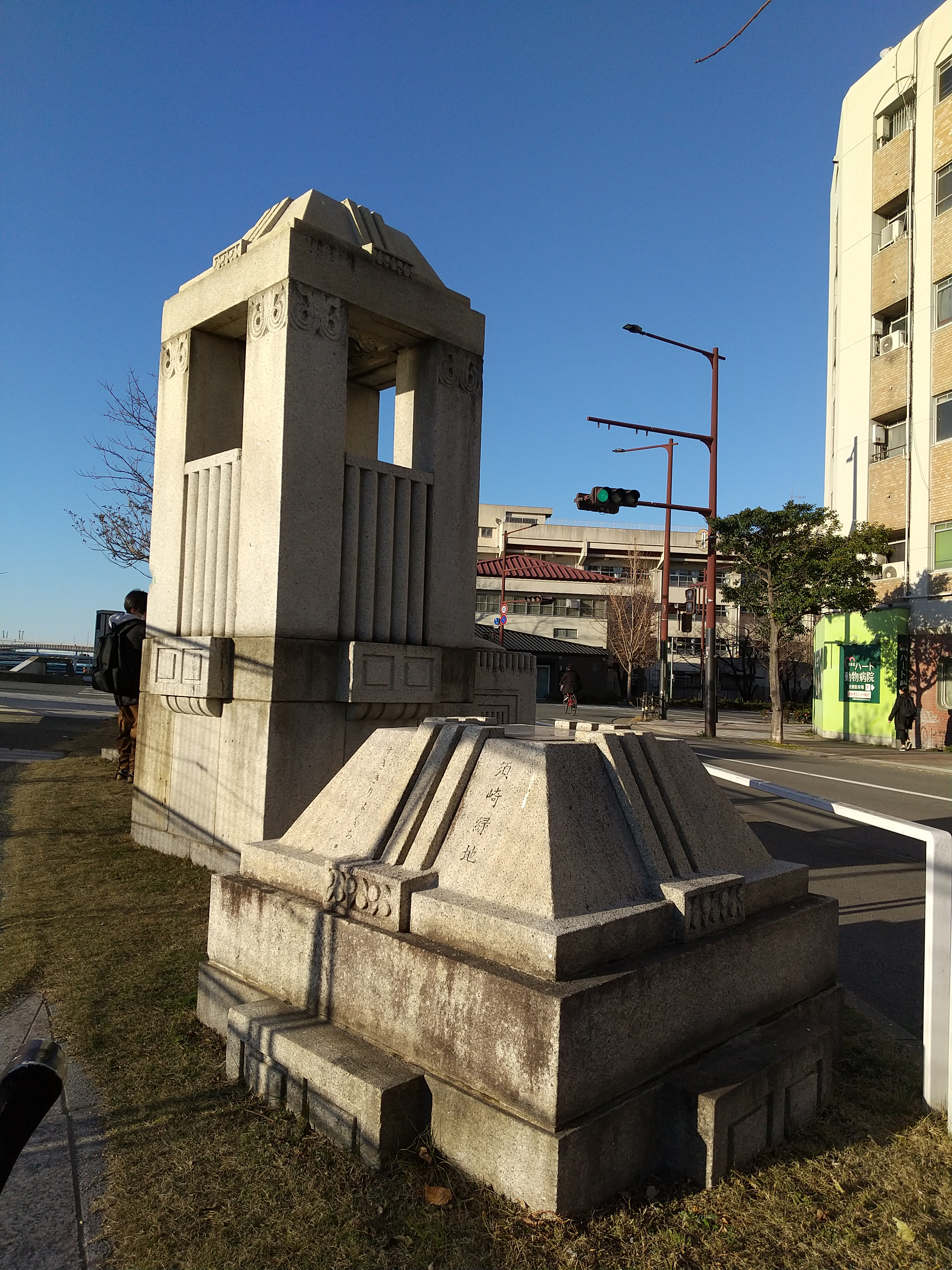
須崎緑地と旧洲崎橋の親柱
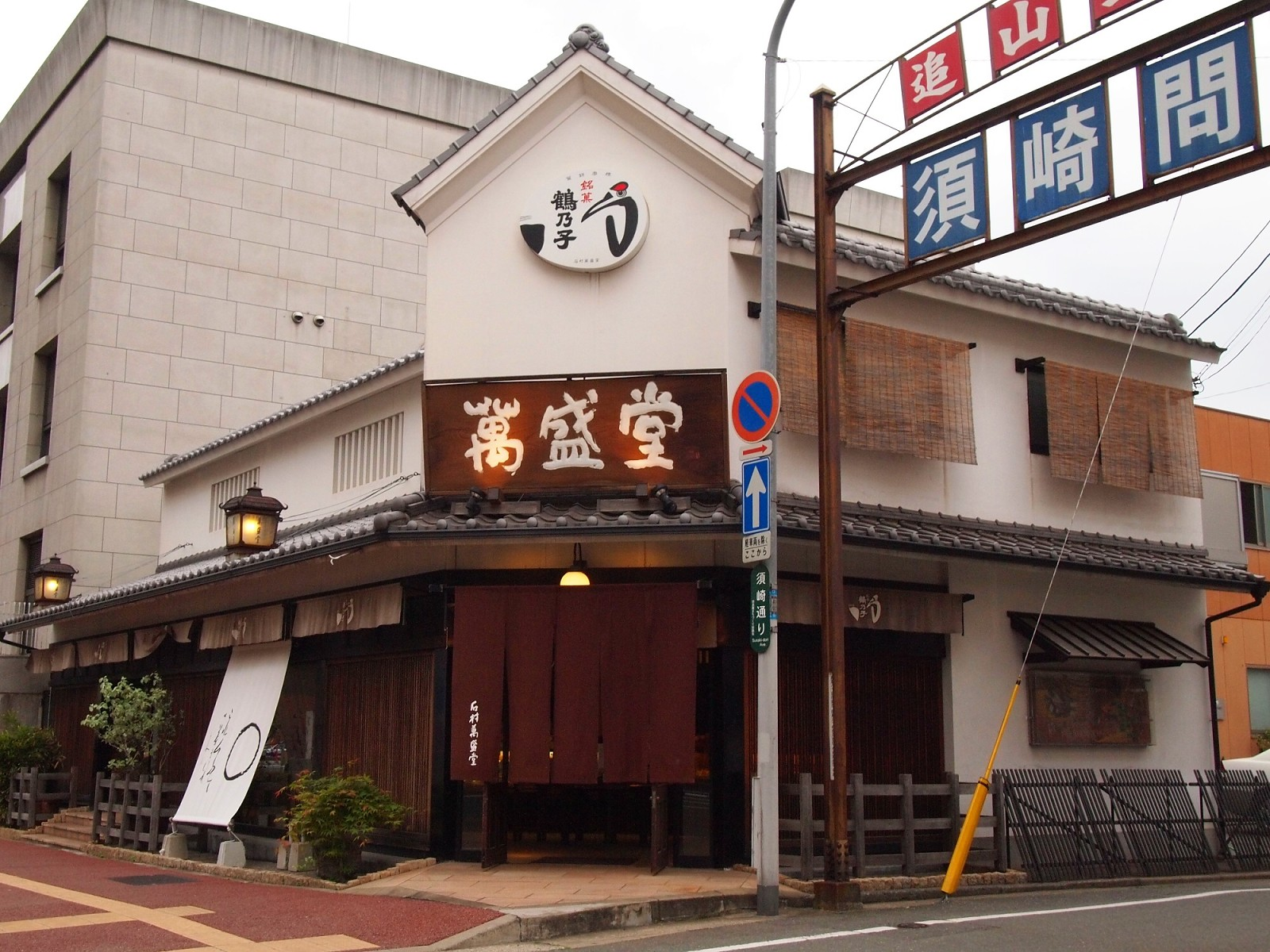
石村萬盛堂本店（改築前）
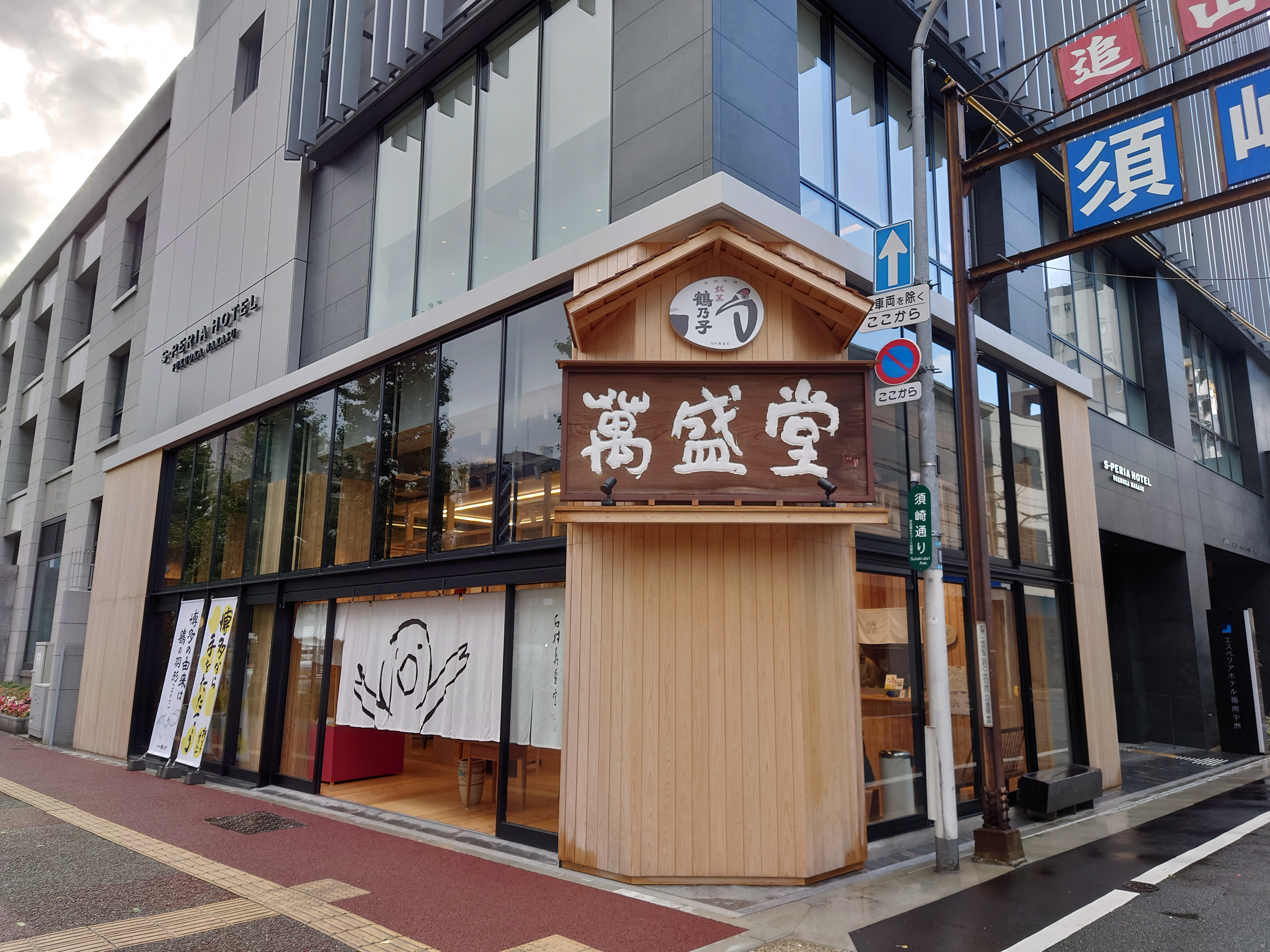
石村萬盛堂本店（改築後）
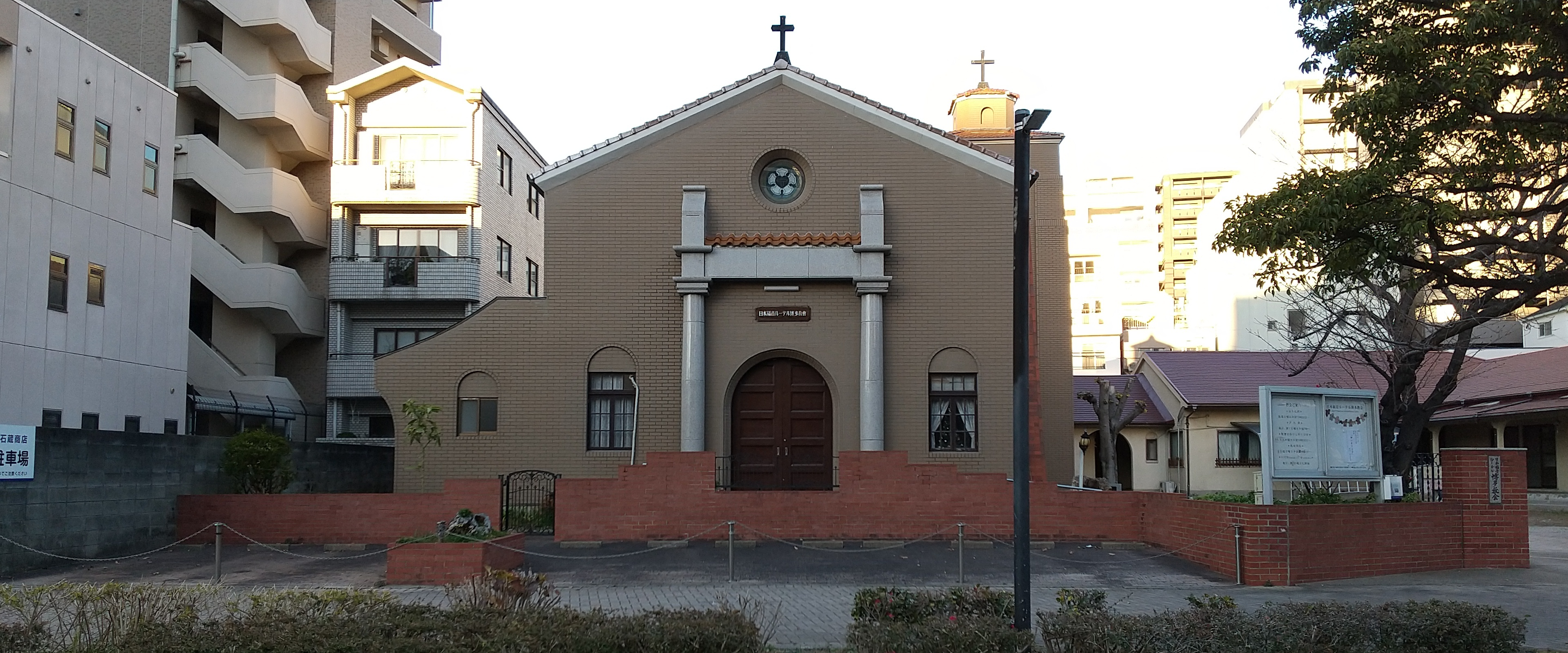
日本福音ルーテル博多教会

町内に小中学校はなく、福岡市立博多小学校と福岡市立博多中学校の校区となっている。

## 交通

### 道路
主な幹線道路は次の通り。

#### 都市高速道路
都市高速道路としては福岡高速環状線が町域の北西側及び北東側に通っており、町外ではあるが、最寄りの出入り口としては次のものがある。
- 天神北出入口（所在地：中央区那の津二丁目、施設：料金所・ランプ・インターチェンジ、距離：道程で約1.5キロメートル）
- 呉服町出入口（所在地：呉服町、行先：香椎・天神方面、施設：料金所・ランプ、距離：道程で約1.0キロメートル）
- 千代出入口（所在地：千代、行先：太宰府IC・堤方面出入口、施設：料金所・ランプ、距離：道程で約1.5キロメートル）

#### 県道
県道は次の通り。
- 福岡県道602号後野福岡線（福岡市道路愛称：那の津通り）

#### 市道
福岡市が管理する市道の主要なものは次のとおり。
- 博多姪浜線（福岡市道路愛称：「昭和通り」）

#### 幹線道路以外の市道
町内の市道には、歴史的な由来や地域の特性などに基づいた愛称付きの区画道路や橋梁がある。
- 大黒通り（だいこくどおり）[注釈 6]
- 須崎通り（すさきどおり）[注釈 7]
- 横町筋（よこまちすじ）[注釈 8]
- すこやか通り[注釈 9]

### 鉄道
町内に鉄道は通っていないが、最寄りの鉄道駅は福岡市交通局が運営する福岡市地下鉄空港線の次の駅で、近くにあり利便性が高い。
- 中洲川端駅（距離は道程で約0.2から0.7キロメートル）

### バス
- 西鉄バス
  - 対馬小路